# Karl Gulbrandsen
Karl Johan Gulbrandsen (22 de maio de 1892 — 28 de agosto de 1973) foi um ciclista norueguês. Nos Jogos Olímpicos de Verão de 1912 em Estocolmo, competiu representando a Noruega em duas provas de ciclismo de estrada.